# Kościół św. Andrzeja Boboli w Iłowie
Kościół świętego Andrzeja Boboli w Iłowie – rzymskokatolicki kościół filialny należący do parafii św. Katarzyny Aleksandryjskiej w Sypniewie (dekanat Sępólno Krajeńskie diecezji bydgoskiej).
Świątynia znajduje się w centrum wsi. Położona jest przy drodze z Jazdrowa do Radońska. Została zbudowana w latach 1904-1905. Pierwotnie była zborem ewangelickim.